# 叉裂铁角蕨
叉裂铁角蕨（学名：Asplenium ensiforme f. bicuspe）为铁角蕨科铁角蕨属铁角蕨下的一个变型。

## 扩展阅读
- 維基物種上的相關：叉裂铁角蕨